# Vitória do Jari
Vitória do Jari é um município no extremo sul do estado do Amapá. A população em 2010 segundo o IBGE era de 12.445 habitantes e a área é de 2.483 km², o que resulta numa densidade demográfica de 4,44 hab/km². Seus limites são Mazagão ao norte, Laranjal do Jari a noroeste e Gurupá (PA) ao sul.

## História
O município de Vitória do Jari, desmembrado do município de Laranjal do Jari, foi criado por determinação da lei n.º 0171, de 8 de setembro de 1994.
O município surgiu do anseio da população ver transformado em benefícios para a localidade os impostos pagos pela CADAM (empresa que explora o minério daquela região). Trata-se de um núcleo populacional formado por pessoas que trabalhavam no parque industrial da CADAM. Logo essas pessoas fixaram residência no local e criaram rapidamente uma espécie de polo econômico ativo, onde se instalaram inúmeras atividades de comércio e serviços, destinados a atender necessidades imediatas da população. O núcleo rapidamente cresceu e adquiriu condições para se transformar em município.
Por estar praticamente dentro do Município de Laranjal do Jari, Vitória do Jari, conhecido popularmente por Beiradinho, enfrenta praticamente os mesmos problemas que ocorrem naquele município: enchentes e desemprego.

## Organização politico-administrativa
O Município de Vitória do Jari possui uma estrutura politico-administrativa composta pelo Poder Executivo, chefiado por um prefeito eleito por sufrágio universal, auxiliado diretamente por secretários municipais nomeados por ele, e pelo Poder Legislativo, institucionalizado pela Câmara Municipal de Vitória do Jari, órgão colegiado de representação dos munícipes que é composto por vereadores também eleitos por sufrágio universal.

### Atuais autoridades municipais de Vitória do Jari
- Prefeito: Ary Duarte da Costa - UB (2021/-)[7]
- Vice-prefeito: Antonio Waldez Lima de Souza - PDT (2021/-)[7]
- Presidente da Câmara: Rafael da Silva Toscano - UB (2023/-).[8]

## Educação
Dentre os projetos do Plano de Desenvolvimento da Educação, vinculado ao Ministério da Educação, executado pelo INEP, Instituto Nacional de Estudos e Pesquisas Educacionais Anísio Teixeira, na Região Norte, Estado do Amapá, as Escolas Públicas Urbanas estabelecidas de Vitória do Jari obtiveram os seguintes IDEB (Índice de Desenvolvimento da Educação Básica), em 2005:
| IDEB, escola e ranking estadual | IDEB, escola e ranking estadual                 | IDEB, escola e ranking estadual |
| ------------------------------- | ----------------------------------------------- | ------------------------------- |
| Nota                            | Escola                                          | Ranking                         |
| 2,9                             | Escola estadual Munguba do Jari                 | 118º                            |
| 3,0                             | Escola estadual municipal Benedito Lima Penelva | 109º                            |
| 3,0                             | Escola municipal Francisca de Freitas Araújo    | 110º                            |
| 2,5                             | Escola estadual Teotônio Brandão Vilela         | 128º                            |
| 2,2                             | Escola municipal Álvaro Marques Gonçalves       | 135º                            |